# Wał Lwówecko-Rakoniewicki

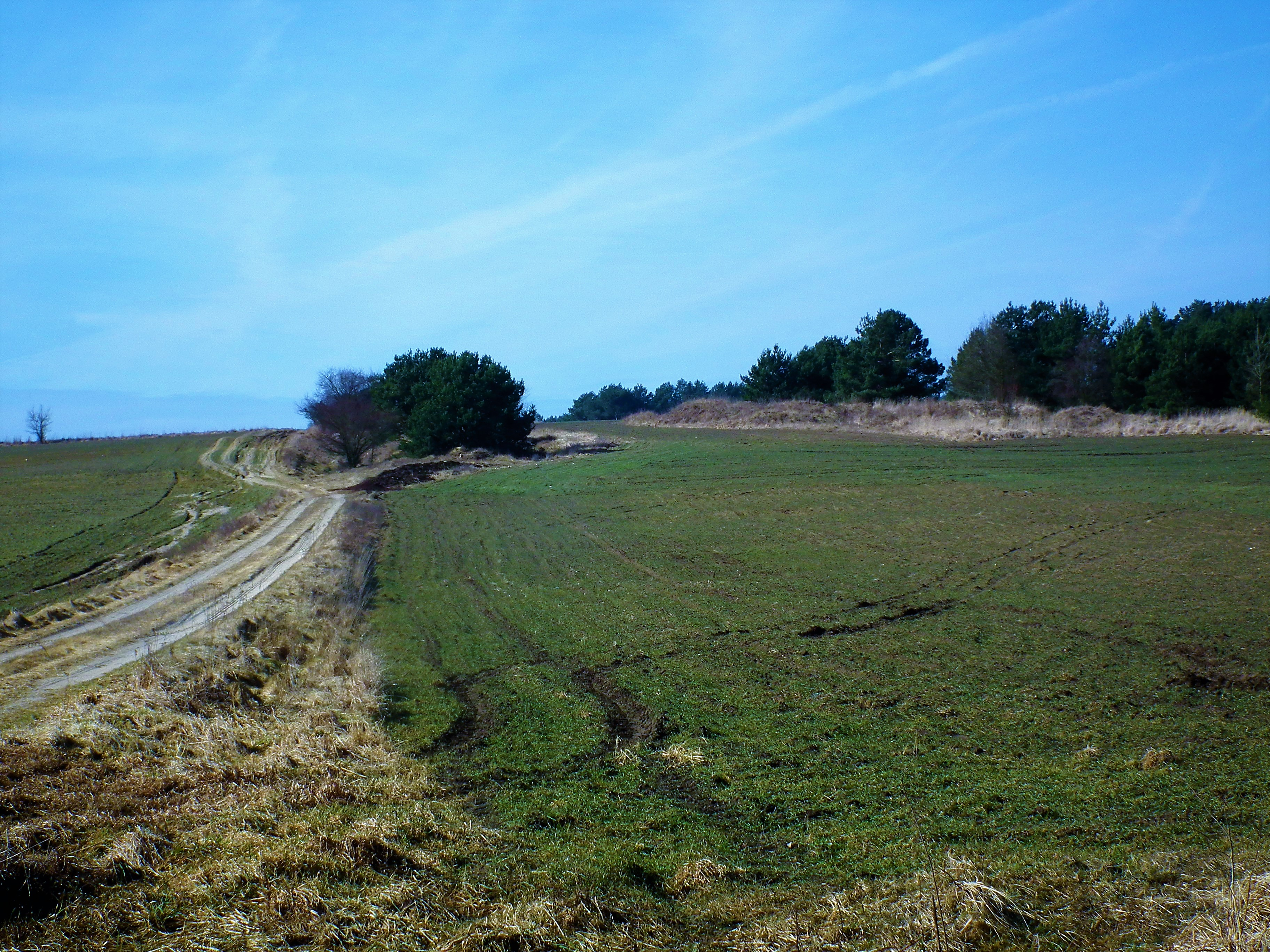
Ziemińskie Góry – kulminacja

Wał Lwówecko-Rakoniewicki – płaska wysoczyzna w środkowej części Pojezierza Poznańskiego, między Równiną Nowotomyską a Równiną Opalenicką, na zachód od Grodziska Wielkopolskiego.
Jest to pozostałość po zlodowaceniach, w tym po pozlodowaceniu wiślańskim.
Wewnątrz wału znajdują się ślady glacitektoniczne i piaski eolityczne, przykryte moreną denną. Na powierzchni tej moreny występują kemy i wydmy, sięgające do 100 metrów wysokości (Ziemińskie Góry).
Jest to teren bezjeziorny, porośnięty głównie lasami.